# Karl Friedrich Bahrdt

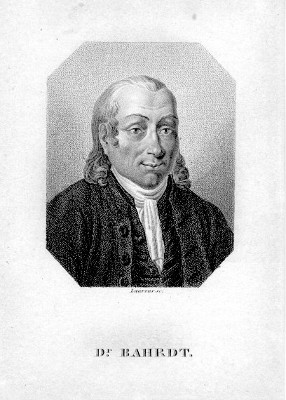
Karl Friedrich Bahrdt.

Karl Friedrich Bahrdt, född den 25 augusti 1741 i Bischofswerda i Sachsen, död den 23 april 1792, var en tysk rationalistisk teolog.
Bahrdt, vars far var teolog, blev professor i biblisk filologi i Leipzig men avsattes 1768 på grund av ett osedligt leverne. Likväl blev han, efter att ha varit professor i bibliska antikviteter vid filosofiska fakulteten i Erfurt, 1771 teologisk professor och präst i Giessen, där han "för människans moraliska förbättrings skull" utgav en mönsteröversättning av Bibeln, som förskaffade honom speglosor från Goethe och avsättning från ämbetet.
Likväl blev han generalsuperintendent i Bad Dürkheim, där han upprättade en filantropi, gick därifrån 1779 till Halle, vid vars universitet han samlade många studenter till sina föreläsningar över filologi, filosofi och etik. Han skrev en mängd böcker, där han framställde Kristus som naturvetare och kristendomen som ett moraliskt system, efter vilket han dock själv inte levde i någon större utsträckning.
På grund av överansträngning lämnade han sin lärarverksamhet och levde efter det som värdshusvärd utanför Halle, med ett års avbrott genom en vistelse som fånge i Magdeburgs fästning, där han skrev romaner och ett stort antal satiriska och polemiska skrifter samt sin självbiografi.